# Adalia (gemeente)
Adalia is een gemeente in de Spaanse provincie Valladolid in de regio Castilië en León met een oppervlakte van 16,26 km². Adalia telt 59 inwoners (1 januari 2016).

## Demografische ontwikkeling
Bron: INE, 1857-2011: volkstellingen